# Grabovac (żupania splicko-dalmatyńska)
Grabovac – wieś w Chorwacji, w żupanii splicko-dalmatyńskiej, w gminie Šestanovac. W 2011 roku liczyła 372 mieszkańców.